# Côte-Saint-Paul
Côte-Saint-Paul est un quartier ouvrier de la ville de Montréal, situé dans la partie sud-ouest de l'arrondissement Le Sud-Ouest. Le quartier est constitué site du patrimoine par la ville de Montréal en 1990.
Quartier majoritairement résidentiel, il est délimité à l'ouest par la rue Briand, au nord par le canal de Lachine, à l'est par l'avenue Atwater et au sud par le canal de l'Aqueduc. Sa rue institutionnelle historique est l'avenue de l'Église où se trouvent les anciens hôtel de ville et caserne de pompiers, l'église, un pensionnat et une école primaire. Une zone industrielle se trouve aux abords du canal de Lachine et dans la partie est du quartier. 

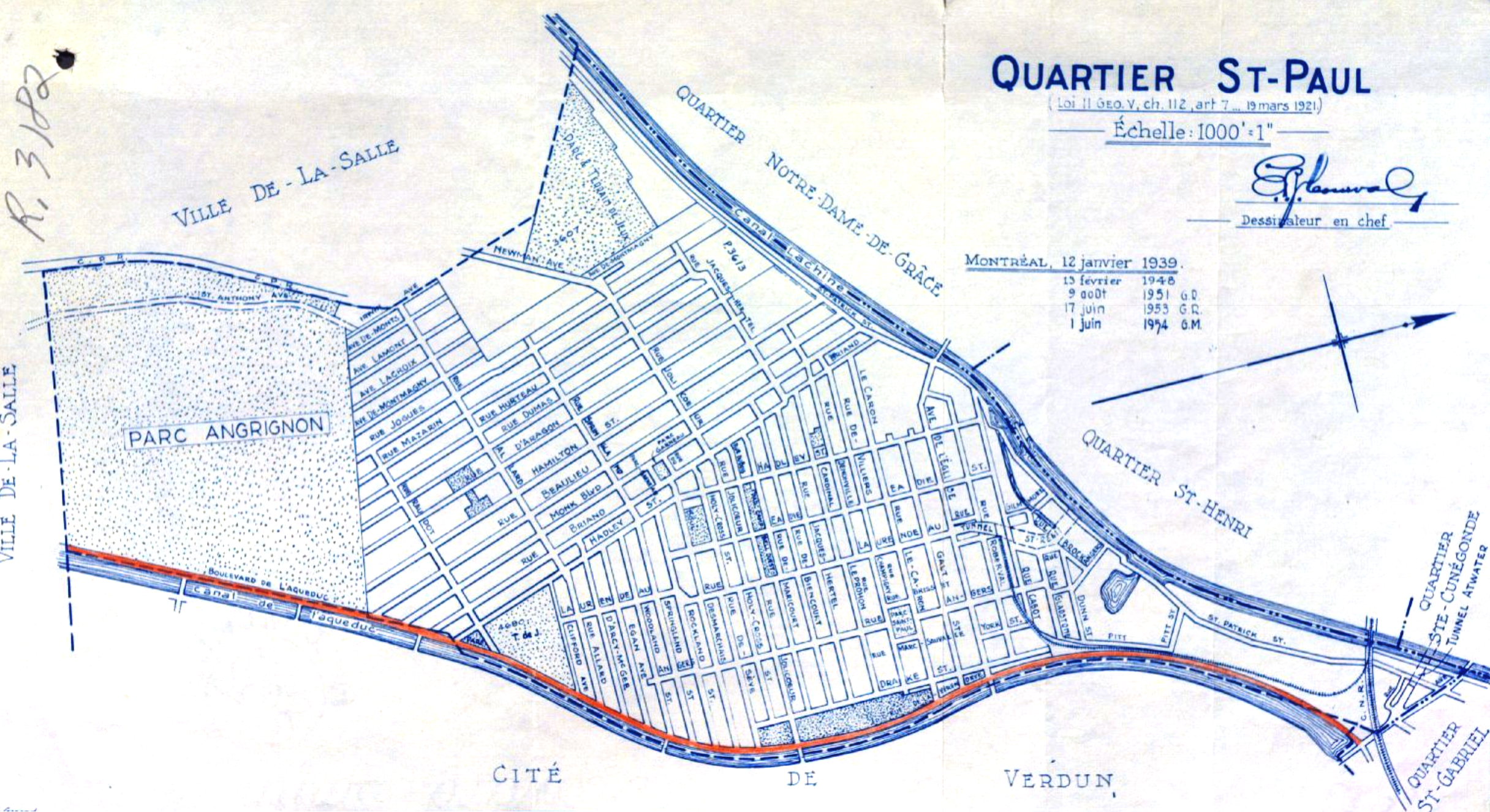
Carte du quartier Saint-Paul (1939)

## Situation

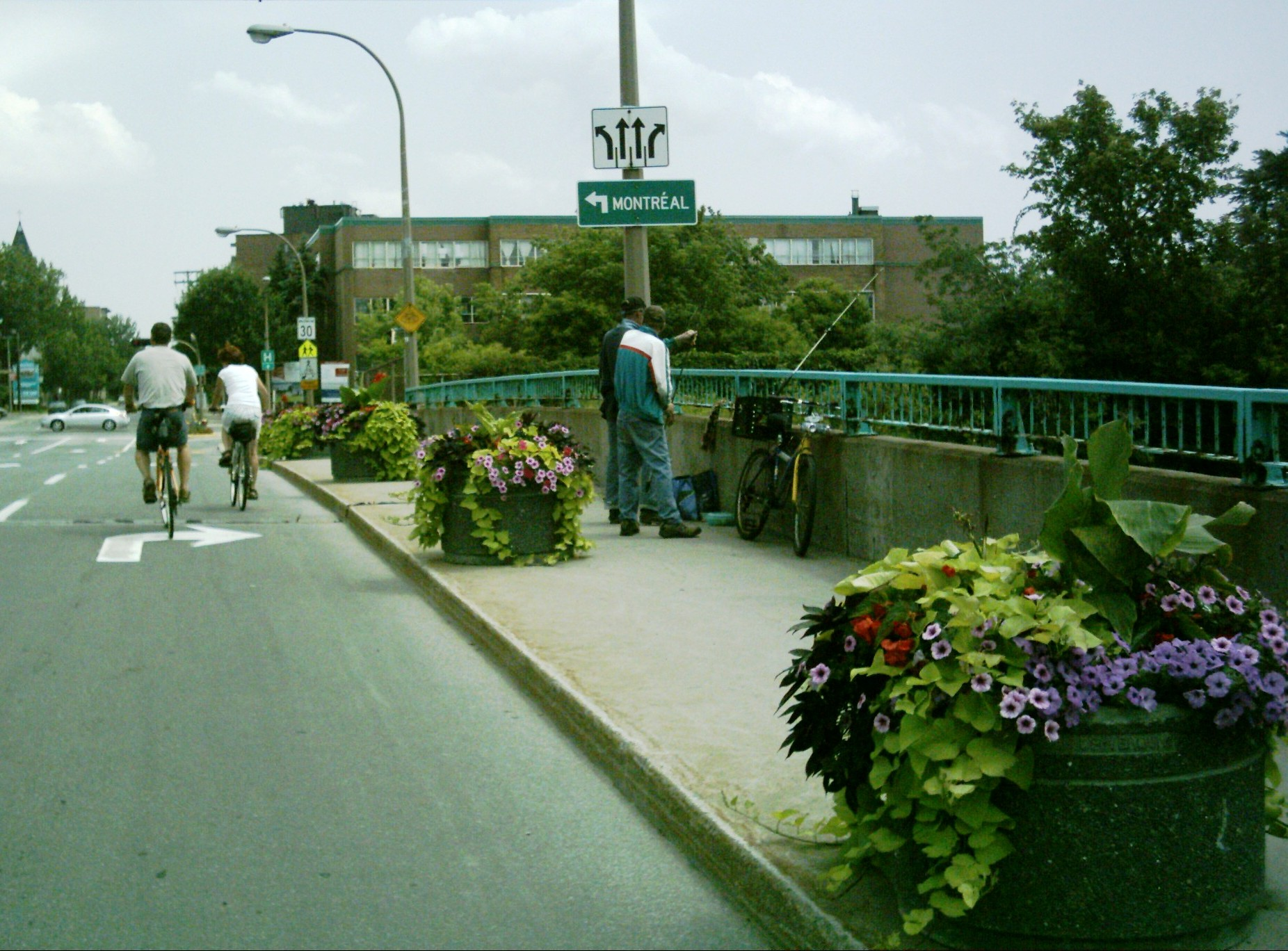
Le pont Galt reliant Côte-Saint-Paul à Verdun vers 2008.

Côte-Saint-Paul est bordé au sud et à l'ouest par le quartier Ville-Émard, au nord par le quartier Saint-Henri, et au sud et à l'est par l'arrondissement Verdun. Le quartier est notamment accessible via la sortie du boulevard De La Vérendrye des autoroutes 15 et 20. Spécifiquement, le quartier est délimité à l'ouest par la rue Briand, au nord par le canal de Lachine, à l'est par l'avenue Atwater et au sud par le canal de l'Aqueduc. Adjacent au quartier Ville-Émard, Côte-Saint-Paul se démarque de ce dernier au niveau urbanistique par sa trame de rues qui sont orientées pour la plupart dans une orientation est-ouest alors que la majorité de celles de Ville-Émard sont d'une orientation sud-est–nord-ouest.
Le quartier est desservi par la station Jolicoeur du métro de Montréal. Il est traversé et bordé des canaux de Lachine et de l'Aqueduc ainsi que par les pistes cyclables qui longent ces canaux.

## Histoire

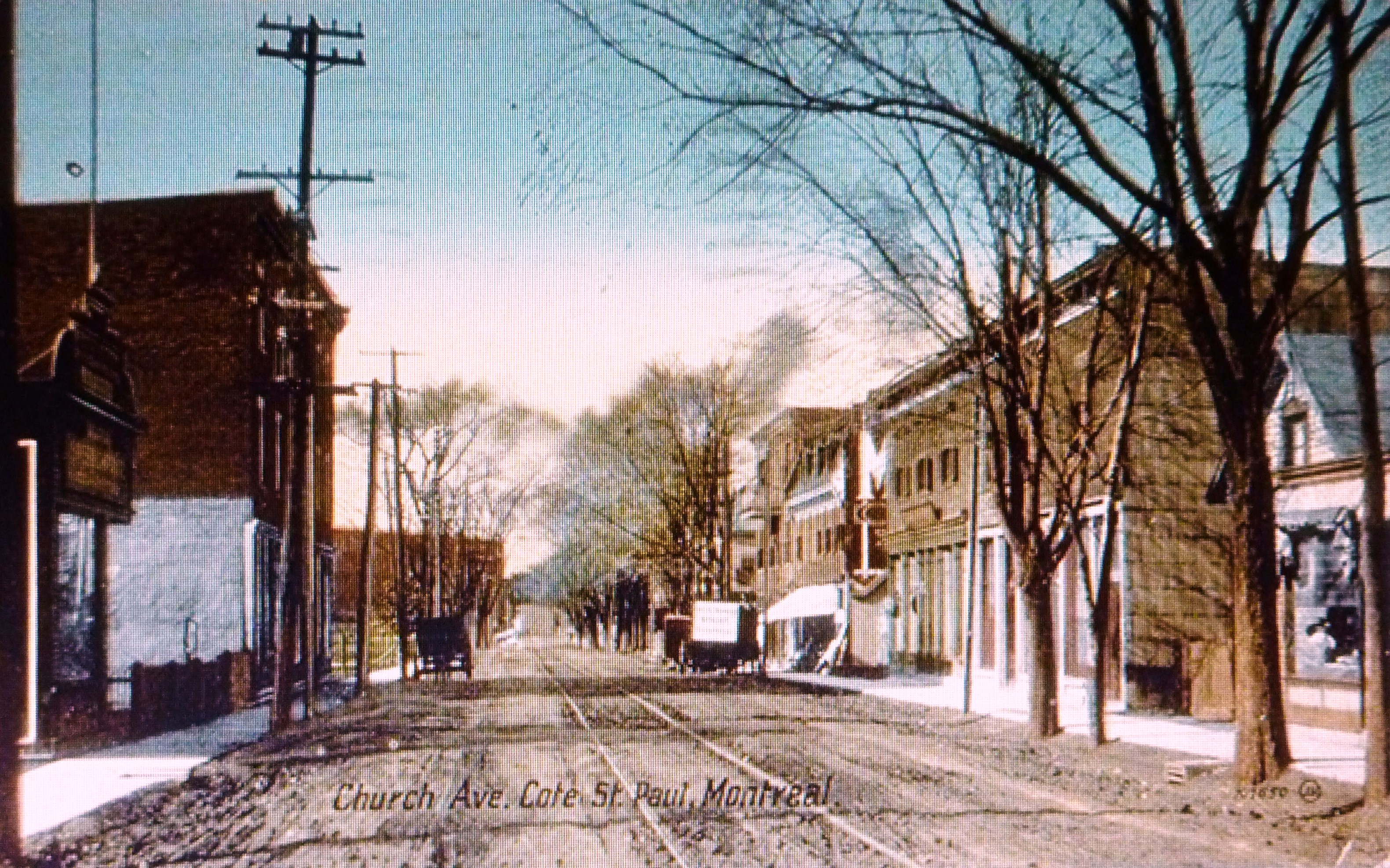
L'avenue de l'Église à Côte-Saint-Paul, carte postale, vers 1910

Au XVIIIe siècle, le village n'est qu'une petite communauté agricole. Des bouleversements importants se produiront avec le creusement du canal de Lachine en 1821, puis en 1856 avec le canal de l'Aqueduc pour amener l'eau à la maison des Roues qui servait à alimenter le réservoir McTavish, puis l'usine de filtration Atwater. Dans la foulée, des usines s'implantent, attirant à leur tour des familles d'ouvriers.
En 1874, le village prend forme et de plus en plus de services ouvrent leurs portes, principalement autour de l'actuelle avenue de l'Église. C'est d'ailleurs cette année-là qu'est érigée la paroisse de la Côte-Saint-Paul. En 1876, est construite l'église Saint-Paul, qui est détruite par la foudre en 1899 puis reconstruite en 1900. La façade actuelle de l'église date d'une deuxième reconstruction ayant eu lieu en 1910-1911.
Côte-Saint-Paul fut nommée d'après l'ancienne ville de Saint-Paul issue du village de la Côte-Saint-Paul, dont une partie, demeurée plus agricole, est devenue le quartier Ville-Émard en 1878. En 1910, la ville de Côte-Saint-Paul est annexée à la ville de Montréal en même temps que Ville-Émard.
Le 19 septembre 1990, Côte-Saint-Paul a été constituée site du patrimoine par la ville de Montréal.

## Institutions scolaires
Côte-Saint-Paul offre plusieurs écoles primaires et secondaires à ses résidents, dont un centre spécialisé. De côté francophone, le Centre de services scolaire de Montréal y opère l'École secondaire Honoré-Mercier, l'École primaire Coeur-Immaculé-de-Marie et l'École primaire Marie-de-l'Incarnation. Chez le système anglophone, la Commission scolaire English-Montréal est responsable de trois écoles dans son complexe Options and Venture: l'École secondaire Options, l'École secondaire Venture, et l'École secondaire Elizabeth. Ce complexe scolaire cible une clientèle étudiante en difficulté, dont notamment l'École secondaire Elizabeth qui est la seule école secondaire anglophone dédiée à l'éducation d'adolescentes et de jeunes femmes enceintes du Québec.

## Site patrimonial
Le site patrimonial de Côte-Saint-Paul s'étend sur une partie de l'îlot délimité par l'avenue de l'Église au nord, la rue Galt au sud, la rue Laurendeau à l'ouest et la rue Angers à l'est, dans l’arrondissement du Sud-Ouest, à Montréal.

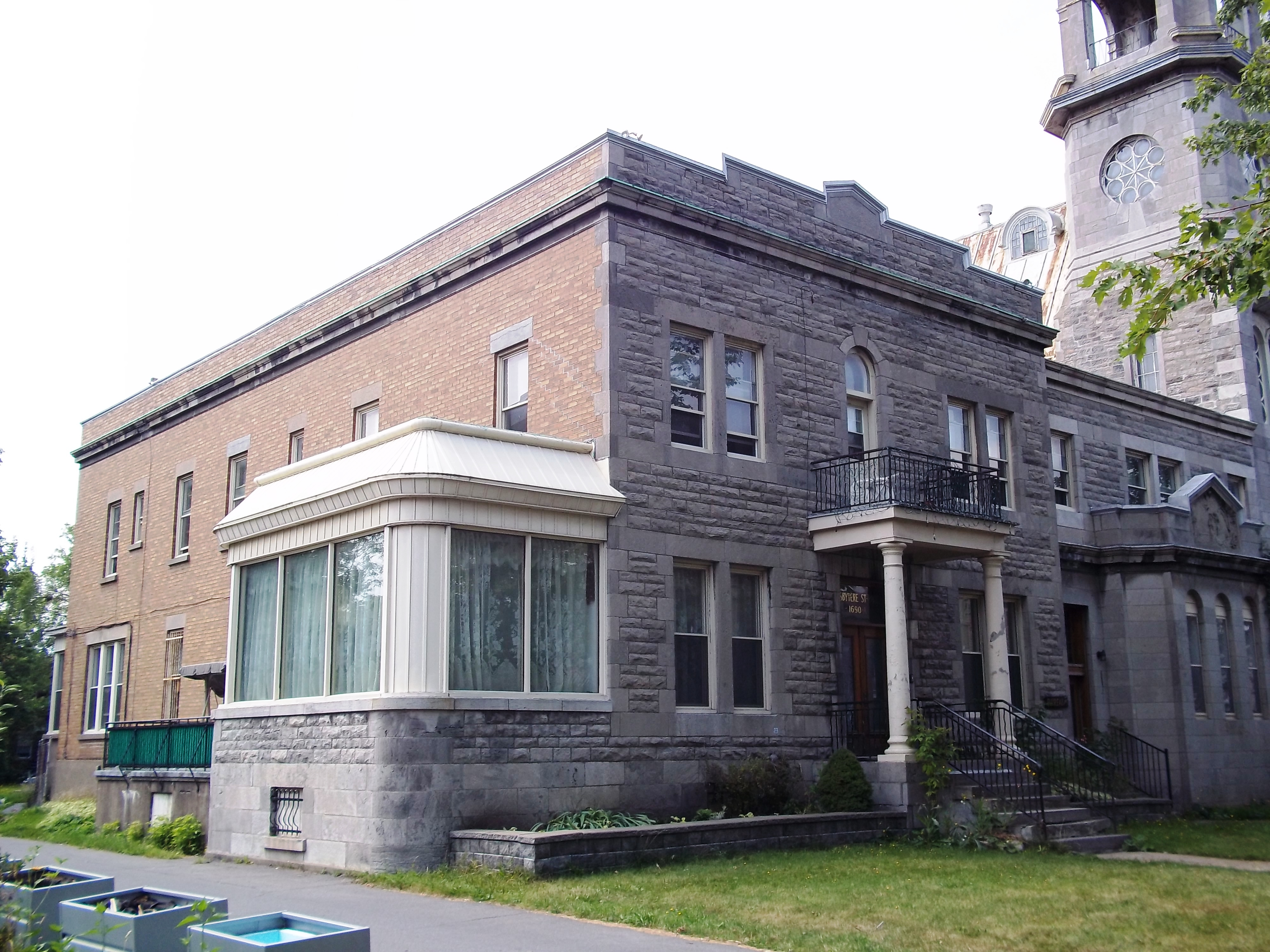
Le presbytère de l'église Saint-Paul.

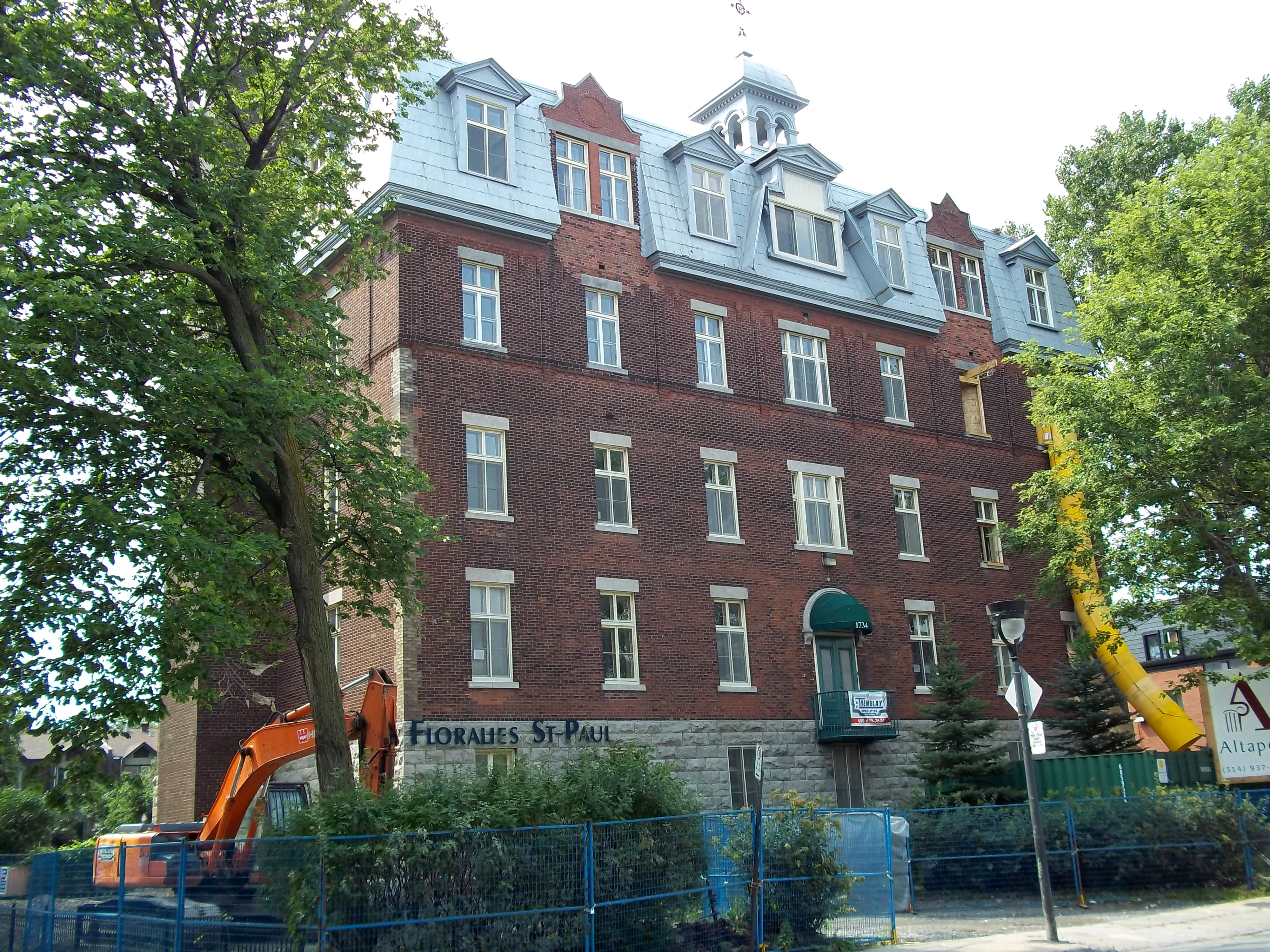
L'ancien pensionnat Notre-Dame-du-Saint-Rosaire.

Les bâtiments du site sont construits entre 1887 et 1911 et ils forment le noyau institutionnel et administratif de l’ancien village de Côte-Saint-Paul. Le site englobe l'église Saint-Paul, le presbytère, l'ancien pensionnat Notre-Dame-du-Saint-Rosaire, l'ancien hôtel de ville de Côte-Saint-Paul, une caserne de pompiers, deux immeubles résidentiels et un terrain servant de stationnement. Ce noyau rappelle le développement du village, étroitement lié aux activités industrielles autour du canal de Lachine, ainsi que son statut de municipalité entre 1874 et 1910. Plusieurs des bâtiments institutionnels compris dans l’ensemble ont été conçus par des architectes renommés.
L'ancien pensionnat Notre-Dame-du-Saint-Rosaire, d’inspiration Second Empire et érigé en 1887 et 1888, est réalisé par Victor Bourgeau (1809-1888). Ce dernier, qui a conçu plus de deux cents plans d’édifices religieux, est considéré comme l'un des plus importants représentants de l'architecture religieuse au XIXe siècle. L'église Saint-Paul, construite en 1910 et 1911, est conçue par l'architecte montréalais Joseph-Arthur Godin (1879-1949), connu particulièrement pour ses bâtiments novateurs et l’utilisation du béton. Finalement, l'ancien hôtel de ville de Côte-Saint-Paul, érigé en 1910 et 1911, est conçu par l’ingénieur et architecte Joseph-Émile Vanier (1858-1934), dont le bureau est considéré comme l'un des plus importants au Canada au tournant du XXe siècle. Le 19 septembre 1990, le site patrimonial de Côte-Saint-Paul est cité site patrimonial par la Ville de Montréal.